# فریتس پرگل

فریتز پرگل (به آلمانی: Fritz Pregl) ‏(۳ سپتامبر ۱۸۶۹ - ۱۳ دسامبر ۱۹۳۰)، پزشک و شیمیدان اتریشی بود. او در سال ۱۹۲۳ برای اختراع روش میکروآنالیز مواد آلی موفق به دریافت جایزه نوبل شیمی شد.

## زندگینامه
پرگل در لیوبلیانا در اتریش-مجارستان از پدری اسلوونیایی و مادری آلمانی در سال ۱۸۶۹ زاده شد و سال ۱۹۳۰ در گراتس اتریش در گذشت. او مطالعات خود را در رشته پزشکی از دانشگاه گراتس آغاز نمود.